# Ben Bredeson
Ben Bredeson (Hartland, Wisconsin, 20 de febrero de 1998) es un jugador profesional estadounidense de fútbol americano que se desempeña en la posición de lineman en New York Giants, equipo de la National Football League (NFL).

## Carrera
Fue seleccionado en la cuarta ronda en la Reunión Anual de Selección de Jugadores de la NFL de 2020. Hizo su debut profesional con el equipo Baltimore Ravens, en el cual jugó una temporada (2020-2021), luego pasó a New York Giants, donde lleva jugando tres temporadas.